# 대한민국 국회 환경노동위원회
환경노동위원회(環境勞動委員會, 영어: Environment and Labor Committee)는 환경·노동에 관한 국회의 의사결정기능을 실질적으로 수행하는 국회 상임위원회이다.

## 설치 근거 및 소관 업무

### 설치 근거
- 국회법 [법률 제4943호, 1995.03.03 일부개정] 제37조[1]

### 소관 업무
- 환경부와 고용노동부의 소관에 속하는 의안과 청원 등의 심사, 기타 법률에서 정하는 직무를 수행한다.

## 연혁
- 1988년 6월 15일: 노동위원회를 설치.
- 1994년 6월 28일: 노동위원회를 노동환경위원회로 개편.
- 1995년 3월 3일: 노동환경위원회를 환경노동위원회로 개편.

## 직무
- 법률안 및 청원 등 심사
  - 소관 법률안의 심사 및 제안
  - 소관 청원의 심사
  - 동의안·결의안 등 기타 소관 의안의 심사 및 제안
- 예·결산 등 심사
  - 소관부처의 예산안·결산의 심사
  - 소관부처의 기금운용계획안 및 결산의 심사
- 국정감사 및 조사
  - 소관기관에 대한 국정감사
  - 특정 사안에 대한 국정조사
- 일반 국정통제
  - 소관 행정입법에 대한 검토
  - 법률에 정하는 소관기관 공직후보자에 대한 인사청문
  - 소관기관에 대한 일상적인 감시·통제
- 기타
  - 소관 진정의 처리
  - 소관분야 정책연구개발
- 인사청문회

## 소관 부처
- 환경부
  - 기상청
- 고용노동부

## 위원 명단
| 위원정수 | 현원   | 더불어민주당                     | 국민의힘                   | 진보당 |
| 16       | 16     | 10                               | 5                          | 1      |
| -------- | ------ | -------------------------------- | -------------------------- | ------ |
| 위원장   | 위원장 | 안호영 - 전북 완주군진안군무주군 |                            |        |
| 간사     | 간사   | 김주영 - 경기 김포시 갑          | 김형동 - 경북 안동시예천군 |        |
| 위원     |        |                                  |                            |        |

### 소위원회
| 소위원회                       | 소위원회 | 의원         | 의원     | 의원   | 의원 |
| 소위원회                       | 소위원회 | 더불어민주당 | 국민의힘 | 진보당 |      |
| ------------------------------ | -------- | ------------ | -------- | ------ | ---- |
| 환경소위원회 (10인)            | 소위원장 |              |          |        |      |
| 환경소위원회 (10인)            | 소위원   |              |          |        |      |
| 고용노동소위원회 (11인)        | 소위원장 |              |          |        |      |
| 고용노동소위원회 (11인)        | 소위원   |              |          |        |      |
| 예산결산기금심사소위원회 (8인) | 소위원장 |              |          |        |      |
| 예산결산기금심사소위원회 (8인) | 소위원   |              |          |        |      |

## 소관 법률

### 환경 관련 법률
- 환경범죄 등의 단속 및 가중처벌에 관한 법률
- 남극활동 및 환경보호에 관한 법률
- 환경개선특별회계법
- 환경분쟁조정법
- 환경정책기본법
- 지속가능발전법
- 환경개선비용 부담법
- 환경교육진흥법
- 녹색제품 구매촉진에 관한 법률
- 한국환경공단법
- 환경기술 및 환경산업 지원법
- 환경분야 시험·검사 등에 관한 법률
- 환경보건법
- 유해화학물질 관리법
- 잔류성유기오염물질 관리법
- 다중이용시설 등의 실내공기질관리법
- 소음진동관리법
- 석면피해구제법
- 석면안전관리법
- 인공조명에 의한 빛공해방지법
- 2012세계자연보전총회 지원특별법
- 독도 등 도서지역의 생태계 보전에 관한 특별법
- 백두대간보호에 관한 법률
- 습지보전법
- 자연환경보전법
- 문화유산과 자연환경자산에 관한 국민신탁법
- 야생동.식물보호법
- 자연공원법
- 환경영향평가법
- 생물다양성 보전 및 이용에 관한 법률
- 대기환경보전법
- 수도권대기환경개선에관한특별법
- 악취방지법
- 수질 및 수생태계 보전에 관한 법률
- 한강수계상수원수질개선및주민지원등에관한법률
- 금강수계 물관리 및 주민지원 등에 관한 법률
- 낙동강수계 물관리 및 주민지원 등에 관한 법률
- 영산강.섬진강수계물관리및주민지원등에관한법률
- 가축분뇨의 관리 및 이용에 관한 법률
- 수도법
- 먹는물관리법
- 물의 재이용 촉진 및 지원에 관한 법률
- 하수도법
- 토양환경보전법
- 폐기물관리법
- 폐기물의국가간이동및그처리에관한법률
- 수도권매립지관리공사의설립및운영등에관한법률
- 폐기물처리시설설치촉진및주변지역지원등에관한법률
- 건설폐기물의 재활용촉진에 관한 법률
- 자원의 절약과 재활용촉진에 관한 법률
- 전기.전자제품 및 자동차의 자원순환에 관한 법률
- 기상법
- 기상관측표준화법
- 기상산업진흥법

### 노동 관련 법률
- 건설근로자의 고용개선 등에 관한 법률
- 경력단절여성등의 경제활동 촉진법
- 경제사회발전노사정위원회법
- 고용보험 및 산업재해보상보험의 보험료징수 등에 관한 법률
- 고용보험법
- 고용상 연령차별금지 및 고령자고용촉진에 관한 법률
- 고용정책기본법
- 공무원의 노동조합설립 및 운영등에 관한 법률
- 공인노무사법
- 교원의 노동조합 설립 및 운영등에 관한 법률
- 국가기술자격법
- 근로기준법
- 근로복지기본법
- 근로자의 날 제정에 관한 법률
- 근로자직업능력 개발법
- 근로자참여 및 협력증진에 관한 법률
- 근로자 퇴직급여보장법
- 기간제 및 단시간근로자 보호 등에 관한 법률
- 숙련기술장려법
- 남녀고용평등과 일.가정 양립 지원에 관한 법률
- 노동위원회법
- 노동조합 및 노동관계조정법
- 사회적기업 육성법
- 산업안전보건법
- 산업재해보상보험법
- 외국인근로자의 고용 등에 관한 법률
- 임금채권보장법
- 자격기본법
- 자유무역협정 체결에 따른 무역조정 지원에 관한 법률
- 장애인고용촉진 및 직업재활법
- 직업교육훈련촉진법
- 직업안정법
- 진폐의 예방과 진폐근로자의 보호 등에 관한 법률
- 청년고용촉진 특별법
- 최저임금법
- 파견근로자보호 등에 관한 법률
- 한국산업안전공단법
- 한국산업인력공단법
- 노사관계 발전 지원에 관한 법률